# Осада Лакхнау
Осада Лакхнау (англ. Siege of Lucknow) — одно из сражений во время восстания сипаев. В ходе шестимесячной обороны британский гарнизон в городе Лакхнау выдержал осаду и был эвакуирован подоспевшим деблокирующим отрядом.

## Начало восстания
Лакхнау был столицей бывшего княжества Ауд. Княжество Ауд было аннексировано Британской Ост-Индской компанией, набоб Вахид Али-шах был изгнан в Калькутту за год до вспышки восстания. Эта своевольная акция Ост-Индской компании породила большое возмущение в княжестве и по всей Индии. Первый британский комиссар Ауда (по сути губернатор), назначенный управлять новоприобретённой территорией, повёл себя бестактно, и на пост управляющего был назначен (всего за шесть недель до начала восстания) опытный администратор сэр Генри Лоуренс.
10-го мая сипаи в Мератхе подняли восстание и пошли маршем на Дели. Когда новости о восстании достигли Лакхнау, Лоуренс осознал тяжесть положения и призвал в ряды гарнизона военных пенсионеров (сипаев и артиллеристов), чья лояльность, как и лояльность сикхов и некоторых других солдат-индусов, стала основной причиной успешной обороны резиденции. В распоряжении Лоуренса, помимо ветеранов, была большая часть 32-го британского пехотного полка.

## Укрепление обороны
23 мая Лоуренс начал работы по укреплению резиденции и сбору запасов для осады. Из близлежащих районов в город подходили большие партии британских гражданских. 30 мая (в мусульманский праздник Ураза-байрам) восстала большая часть аудских и бенгальских подразделений, располагавшихся в Лакхнау. Лоуренс выбил повстанцев из города.
4 июня вспыхнуло восстание в Ситапуре, большой и важной станции в 82 км от Лакхнау, затем в Файзабаде, одном из главнейших городов провинции. Далее восстание перекинулось на Дарьябад, Султанпур и Салон. В течение десяти дней британцы практически полностью потеряли власть в Ауде.
30 июня Лоуренс получил информацию, что повстанцы собираются к северу от Лакхнау, и приказал произвести разведку боем. Он сам лично возглавил экспедицию, хотя не имел большого военный опыт. Экспедиция была недостаточно хорошо организована, войска шли в самое жаркое время дня без нормального снабжения водой. У Чинхата британцы наткнулись на силы повстанцев, имевших укреплённые артиллерийские позиции и кавалерию. Некоторое количество сипаев и индийцев-артиллеристов перешли на сторону противника. Измученные британские солдаты не выдержали боя и бросились бежать. Несколько беглецов скончались от солнечных ударов.

## Первые атаки
Лоуренс отступил в резиденцию, которая затем была осаждена повстанцами и стала центром британской обороны. Оборонительная линия состояла из шести небольших зданий и четырёх укреплённых батарей. Вся позиция занимала площадь в 60 акров (240 тыс. м²), гарнизон насчитывал 855 британских солдат и офицеров, 712 индийцев, 153 гражданских добровольцев. В резиденции также находилось 1280 гражданских лиц, включая сотни женщин и детей. Позиция выглядела слишком слабой для эффективного отражения подготовленной и обеспеченной атаки. Кроме того, вокруг резиденции находилось несколько дворцов, мечетей и административных зданий. Эти здания стали выгодными позициями и прикрытием для снайперов и артиллерии противника. Первоначально Лоуренс отказывался дать разрешение на разрушение этих зданий, убеждая своих инженеров «сохранить священные места».
30 июня в ходе одного из первых артобстрелов на гражданских рухнула крыша. Осажденным удалось спасти их, действуя под интенсивным ружейным и пушечным огнём. Первая атака последовала 1 июля и была отражена, при этом была покинута обособленная позиция во дворце Маччхи Бхаван, сам дворец был взорван (там хранились большие запасы пороха и боеприпасов). На следующий день Лоуренс получил смертельное ранение артиллерийским снарядом и скончался 4 июля. Командование военным гарнизоном принял полковник Джон Инглиш из 32-го пехотного полка. Майор Джон Бэнкс был назначен умирающим Лоуренсом на пост гражданского комиссара. Спустя некоторое время Бэнкс был убит снайпером и Инглиш взял на себя всю полноту власти.

## Первая попытка деблокады
16-го июля войска под командованием генерал-майора Генри Хэвлока захватили Канпур, в 77 км от Лакхнау. 20-го июля Хэвлок решил предпринять попытку деблокировать Лакхнау, но у него ушло шесть дней на переправу через реку Ганг. 29-го июля Хэвлок одержал победу в битве при Унао, но его силы сократились до 850 бойцов из-за потерь, и ему пришлось отступить.
В результате переписки между Хэвлоком и бригадным генералом Джеймсом Нилом, оставленным командовать в Канпуре, первый получил в подкрепление 257 солдат и сделал новую попытку деблокады Лакхнау. 4-го августа он одержал новую победу при Унао, но его сил опять оказались недостаточно для продолжения наступления.
Хэвлок планировал удерживать северный берег Ганга и таким образом предотвращать соединение значительных сил повстанцев, противостоявших ему, с силами, осаждавшими резиденцию. 11-го августа Нил доложил ему, что Канпур находится под угрозой, и Хэвлок опять двинулся к Унао, где одержал третью победу. Затем он отступил, переправившись через Ганг и разрушил построенный мост. 16-го августа Хэвлок окончательно разбил повстанческие силы у Битура, устранив угрозу Канпуру.

## Первый прорыв осады
Хэвлока заменил генерал-майор Джеймс Аутрам. Перед прибытием Аутрама в Канпур Хэвлок отправил письмо Инглишу, предлагая тому самому прорвать кольцо осады и двигаться на Канпур, на что последний отказался, сославшись на то, что него осталось слишком мало сил в строю, много больных, раненых и гражданских, чтобы предпринять подобную попытку, и просил помочь ему незамедлительно. Тем временем повстанцы продолжали обстреливать гарнизон резиденции из артиллерии и копали минные туннели под укреплениями, уничтожив несколько постов. Хотя защитникам с помощью вылазок и контратак удавалось держать повстанцев на расстоянии, силы гарнизона начали слабеть, еда была на исходе.
15-го сентября Аутрам прибыл в Канпур вместе с подкреплениями. Он приказал Хэвлоку возглавить деблокирующий отряд, насчитывавший 3 179 человек. К этому моменту защитники резиденции выдержали 87-дневную осаду, их число сократилось до 982 бойцов.
18-го сентября началось наступление. Повстанцы не оказывали какого-либо серьёзного сопротивления на открытой местности, даже не пытаясь уничтожить некоторые важные мосты. 23-го сентября силы Хэвлока выбили повстанцев из Аламбага, обнесённого стенами парка в четырёх милях к югу от резиденции. Хэвлок оставил там обоз с небольшой охраной и 25-го сентября начал решающее наступление. Муссонные дожди пропитали водой и затопили почву вокруг города, сделав невозможным любые фланговые манёвры и вынудив британцев идти в прямое наступление через город.
При попытке переправиться через канал Чарбаг отряд встретил сильное сопротивление, но прорвался через мост, при этом потери штурмовой группы убитыми составили девять к десяти. Затем британцы повернули направо, вдоль западного берега канала. 78-й шотландский пехотный полк взял неправильное направление, но смог захватить батарею мятежников у дворца Кайсарбаг. С наступлением ночи отряд достиг дворца Маччхи Бхаван. Аутрам, бывший при экспедиции, предложил остановиться и установить контакт с защитниками резиденции через туннели или подорвав здания на пути, но Хэвлок настоял на немедленном наступлении (он опасался, что защитники резиденции настолько ослабли, что могут не устоять против атаки, которую повстанцы могли провести буквально в последнюю минуту). Наступающим пришлось прорываться через хорошо укреплённые переулки. В ходе последней атаки силы деблокирования потеряли 535 человек из 2 000; одним из погибших был бригадный генерал Нил.

## Вторая осада
Первоначально Аутрам хотел эвакуировать резиденцию, но тяжёлые потери, понесённые в ходе последнего штурма, сделали невозможным эвакуацию всех больных, раненых и гражданских. Другой причиной решения Аутрама остаться в Лакхнау было обнаружение в резиденции большого склада с запасами, достаточными для поддержания гарнизона в течение двух месяцев.
Вместо эвакуации обороняемая площадь была расширена. Аутрам взял на себя верховное командование, Инглиш возглавил оборону первоначальной области резиденции, Хэвлок занял и оборонял дворцы (Фархат Бахш и Чуттур Мунзил) и другие здания к востоку от них. Аутрам надеялся, что прорыв осады деморализует восставших, но его надежды не оправдались. В ходе следующих нескольких недель повстанцы продолжали обстреливать гарнизон из артиллерии и ружей и прокопали ряд минных туннелей. Защитники отвечали вылазками и копали контрминные туннели. Защитникам удалось отправить посланцев в Аламбаг, откуда гонцы смогли достичь Канпура (позднее между Резиденцией и Аламбагом было установлено семафорное общение, что сделало ненужным рискованную посылку лазутчиков).

## Второй прорыв осады

### Подготовка ко второй попытке деблокады
После битвы при Агре организованное сопротивление повстанцев на территории между Дели и Канпуром было подавлено, хотя партизанские отряды продолжали борьбу. Вскоре после битвы Грейтхед получил подкрепления из Дели и передал командование генерал-майору Джеймсу Хоупу Гранту. В конце октября Грант достиг Канпура, где до него дошёл приказ нового главнокомандующего в Индии генерала сэра Колина Кэмпбелла следовать к Аламбагу и транспортировать больных и раненых к Канпуру. Он также получил строгое предписание воздержаться от какой бы то ни было попытки деблокады Лакхнау, пока туда не явится сам Кэмпбелл.
В конце октября все приготовления были завершены. 3-го ноября войска Кэмпбелла дошли до Канпура, с боями пройдя по Великому колёсному пути. Кэмпбелл решил зачистить пригородную зону Канпура перед началом деблокирования Лакхнау. Кэмпбелл оставил для защиты Канпура 1100 солдат, а сам с отрядом из 3500 пехоты при 42-х орудиях двинулся к Аламбагу.

### Второй прорыв осады
Количество повстанцев в Лакхнау по разным оценкам составляло от 30 до 60 тыс. Они были вполне достаточно экипированы, сипайские полки в их составе были хорошо подготовлены, они усилили оборону после прорыва сил Хэвлока и Аутрама. Мост Чарбаг был укреплён. Канал Чарбаг от моста Дилкуша до моста Чарбаг был запружен плотиной и затоплен, чтобы препятствовать переходу вброд или переправке тяжёлого вооружения. Артиллерия размещалась в укреплениях к северу от реки Гомати, что позволяло ежедневно обстреливать не только резиденцию, но и единственный реальный путь подхода деблокирующих сил. Тем не менее, отсутствие объединённого командования сипаев нивелировало их численное и стратегическое преимущество.
На рассвете 14-го ноября Кэмпбелл начал прорыв осады Лакхнау. При планировании операции он опирался на информацию, полученную от Каванага, и учёл тяжёлые уроки, полученные первой колонной, прорвавшей осаду. Он решил не идти по мосту Чарбаг и не пробиваться через извилистые и узкие улочки Лакхнау, а вместо этого двинуться фланговым маршем на восток и пройти через парк Дилкуша, затем наступать на Ля Мартиньер и пересечь канал как можно ближе к реке Гомати. При наступлении он предполагал защищать каждый пункт для обеспечения снабжения и связи с Аламбагом. Войска Кэмпбелла должны были зачистить обнесённую стенами виллу Сикандар Баг и прорваться к резиденции, внешний периметр обороны которой был расширен Хэвлоком и Аутрамом до Чутур Мунзил.
В ходе трёхмильного марша на восток к Аламбагу колонна не встретила сопротивления. У парка Дилкуша колонна подверглась ружейнму обстрелу. Британская кавалерия и артиллерия незамедлительно пробили парковую стену и выбили сипаев из парка. Затем колонна двинулась к Ля Мартиньеру. К полудню парк и школа оказались под контролем британцев. Сипаи энергично атаковали британский левый фланг у здания банка, но британцы контратаковали и отбросили неприятеля обратно к Лакхнау.
Колонна Кэмпбелла в своём стремительном наступлении оторвалась от обоза со снабжением. Наступление приостановилось, пока требуемые резервы пищи, боеприпасов и медицинского оснащения не были продвинуты вперёд. Запросы о дополнительных боеприпасах из Аламбага также тормозили марш колонны. Вечером 15-го ноября защитникам резиденции просигналили семафором «Наступление завтра».
На следующий день колонна прошла от Ля Мартиньера к месту впадения канала в реку Джумти. Запруда канала, сделанная для затопления территории за мостом Дилкуска, осушила канал в точке переправы. Колонна и орудия двинулись вперёд и сделали крутой поворот к Сикандар Баг.

#### Штурм Сикандар Бага
Сикандар Баг представляет собой сад площадью около 1,8 га, обнесённый высокими стенами с парапетами на каждом углу, главные ворота расположены на восточной стене. Подходящей колонне пехоты, кавалерии и артиллерии было трудно маневрировать на коротких деревенских улочках. Высокая дорожная насыпь, подходящая к Сикандар Багу, предоставила им некоторую защиту от интенсивного огня, обрушившегося на них. Сипаи стреляли из мушкетов через бойницы Сикандар Бага и близлежащих укреплённых домов, из пушек с позиции, расположенной в отдалённом Кайзарбаге (бывший дворец короля Ауда). Кэмпбелл подтянул артиллерию, чтобы подавить огонь повстанцев. Тяжёлые 18-фунтовые орудия были отбуксированы на верёвках, перетащены через крутую дорожную насыпь и размещены в 55 м от ограды. В ходе этих манёвров британцы понесли большие потери, но пушечный огонь разбил юго-восточную стену.
Подразделения 93-го сазерлендского шотландского пехотного полка и 4-го пенджабского пехотного полка рванулись вперёд. Пенджабцам показалось, что брешь слишком узкая, чтобы пропустить большие массы войск, они двинулись влево и прорвались через главные ворота сада. Оказавшись внутри, пенджабцы (многие из которых были сикхами) расстреляли весь боезапас для мушкетов и бросились в штыки. Сипаи пошли в контратаку. Горцы прорвались через брешь с криками «Помни Канпур!».
Постепенно шум битвы стал стихать. Тающие силы защитников отступали на север, пока отступление стало невозможным. Земля стала мокрой и тёмно-красной от крови. Британцы насчитали около 2 тыс. павших сипаев.

#### Штурм Шах-Наджафа
К полудню отряд деблокирующей колонны под командой Адриана Хоупа вышел из Сикандар Баг и двинулся к Шах-Наджафу, представлявшему собой обнесённую стенами мечеть, мавзолей Гази-уд-Дина Хайдера, первого короля Ауда, коронованного в 1814 году. Защитники значительно укрепили это многоэтажное здание. Когда британская колонна пошла в общую атаку, сипаи ответили неослабевающим мушкетным огнём, картечными выстрелами из пушек, орудия Кайзарбага оказали артиллерийскую поддержку, орудия из батарей к северу от реки Джумти также помогли навесным огнём. Британцы три часа обстреливали стены Шах-Наджафа с открытых позиций. Стены оставались нерушимыми, огонь сипаев не ослабевал и британские потери росли. Последующие британские штурмы отбивались с большими для них потерями.
Покинуть свои открытые позиции британскому командованию представлялось столь же опасным. Отряд из 50 шотландцев был отправлен на поиски другого входа в Шах-Наджаф. На противоположной стороне строения сапёрам удалось найти брешь, они расширили её. Небольшой штурмовой отряд пробрался через брешь, пересёк внутренний двор и открыл главные ворота. Увидев это, их товарищи бросились в открывающиеся ворота Шах-Наджафа. К закату Кэмпбелл разместил там свой штаб.

#### Резиденция достигнута
В осаждённой Резиденции Хэвелок и Утрам готовились прорваться к колонне Кэмпбелла. Находясь в Чуттур Мунзил, они выполнили свой план, взорвав наружные стены виллы, как только заметили, что Кэмпбелл захватил Сикандар Баг.
Моти-махал, последняя крупная позиция, разделявшая британские силы, была зачищена колонной Кэмпбелла. Теперь между ними оставалось только открытое пространство в 410 м длиной. Утрам, Хэвелок и несколько других офицеров пересекли это пространство, чтобы провести совещание с Кэмпбеллом. Сипаи продолжали упорно отстаивать свои позиции, но британцы атаковали раз за разом, зачищая последние очаги сопротивления. Вторая деблокирующая колонна прорвалась к Резиденции.

### Эвакуация
Хотя Хэвелок и Аутрам рекомендовали взять приступом дворец Кайзарбаг, чтобы обезопасить британские позиции, Кэмпбелл осознавал, что другие отряды повстанцев угрожают Канпуру и другим городам, где держатся британцы. Он приказал оставить Лакхнау. Эвакуация началась 19-го ноября. Пока артиллерия Кэмпбелла обстреливала дворец Кайзарбаг, чтобы обмануть повстанцев неизбежностью штурма, через открытое пространство были натянуты парусиновые занавесы, чтобы скрыть движение от повстанцев. Женщины и дети, раненые и больные двинулись к парку Дилкуша под прикрытием занавесов, одни шли пешком, некоторых перемещали на импровизированных носилках или повозках. В следующие два дня Аутрам вывел из строя свои орудия и отступил вслед за ними.
В парке Дилкуша Хэвелок скончался от внезапного приступа дизентерии 24-го ноября. Вся армия и конвой двинулись к Аламбагу. Кэмпбелл оставил Аутрама с 4-тысячным отрядом оборонять Аламбаг, пока он с 3-тысячным отрядом и большинством гражданских не достиг Канпура 27-го ноября.

## Результаты
Первая осада продолжалась 87 дней, вторая — 61 день. 24 человека были награждены крестами Виктории за свои действия 16-го ноября в ходе второго прорыва осады, большая часть за штурм Сикандар Бага — самое большое количество награждённых этим крестом за один день.
Повстанцы продолжали удерживать Лакхнау в последующую зиму, но им не удалось предпринять какие-либо действия ввиду разобщённости, и Аутраму удалось без труда удержать слабо укреплённый Аламбаг. 21-го марта 1858 года Кэмпбелл снова взял Лакхнау.

## Осада Лакхнау в художественной литературе
- Осада со значительными расхождениями была описана в романе Дж. Г. Фаррелла The Siege of Krishnapur (Осада Кришнапура). Писатель использовал воспоминания и дневники переживших осаду, таких как миссис Джулия Инглиш и миссис Мария Джермон.
- Действие произведения In the Heart of the Storm писательницы Максвелл Грей частично проходит в Лакхнау в ходе осады.
- Произведения писателей Дж. А. Генти In Times of Peril и Джорджа МакДональда Фрейзера Flashman in the Great Game содержат продолжительные сцены проходящие в Резиденции, находящейся под осадой.
- Целая глава произведения «По экватору» Марка Твена посвящена восстанию, писатель широко цитирует сэра Тревельяна.
- Произведение Shadow of the Moon (copyright 1956/1979) писательницы Мэри Кей представляет собой вымышленный отчёт последних дней британской власти в Индии, многие сцены проходят в Лакхнау и его окрестностях, большинство последней части книги проходит в Лакхнау в ходе осады.
- Роман Recalcitrance индийского профессора Анурага Кумара посвящён событиям осады Лакхнау и роли, которую в ней сыграл Раджа Джалиал Сингх, командир повстанческих сил. Благодаря усилиям Кумара на месте, где был повешен таинственный солдат, был основан мемориальный парк. Роман был впервые опубликован в 2008 году в 150-ю годовщину восстания.
- Сюжет романа Ruby in the Smoke английского писателя Филиппа Пулмана в основном основан на вымышленных событиях, которые якобы произошли во время осады.
- Сразу после окончания осады драматург Дайен Бусико написал пьесу Jessie Brown or the Relief of Lucknow (Джесси Браун или Освобождение Лакхнау) которая стала очень популярной в театрах и шла двадцать недель.